# Peter Hinwood
Peter Hinwood (17 de mayo de 1946) es un comerciante de antigüedades inglés y ex-actor, que trabajó como fotógrafo y modelo profesional mientras ejercía su carrera actoral.

## Carrera
Hinwood es mejor recordado por su aparición fílmica como la creación mutante perfecta, musculosa y generalmente muda: Rocky Horror, en el clásico de culto The Rocky Horror Picture Show. Mientras el cuerpo era suyo, la voz de Rocky al cantar fue doblada en la posproducción por el cantante australiano Trevor White. Tanto Hinwood como White fueron entrevistados por Scott Michael para su libro de 2002 Rocky Horror: From Concept to Cult (Rocky Horror: de concepto a culto).
Su personificación como la "creación" del Dr. Frank-N-Furter fue el rol más significante de la limitada carrera actoral de Hinwood. Luego interpretó previamente al dios griego Hermes en la miniserie Adventures of Ulysses de la televisión británica a finales de los años sesenta. Actuó en otro filme de terror antes de The Rocky Horror Picture Show, como "Guy" en el macabro Tam Lin, de Roddy McDowall. Después de Rocky Horror, coronó su carrera cinematográfica con un pequeño papel en el drama romano histórico y homoerótico de Paul Humfress y Derek Jarman Sebastiane.
Al parecer, pasó a convertirse en un buscador de antigüedades fuera de Londres.